# Nordhausen (Nordheim)
Nordhausen ist ein Dorf in Baden-Württemberg, das seit 1975 zu Nordheim gehört. Seit dem 1. Oktober 2022 darf der Ort die Bezeichnung Waldenserort führen.

## Geographie
Nordhausen liegt in rund 199 m Höhe am Südrand des Heuchelbergs am Eingang des Zabergäus.

## Geschichte
Nordhausen wurde im Jahr 1700 für vertriebene Waldenser aus dem Piemont (überwiegend aus Mentoulles und Usseaux im Chisone-Tal) neu gegründet. Die Waldenser waren zunächst 1699 nach Waldensberg in der Gegend von Hanau gekommen, von dort waren jedoch wegen der harten Lebensbedingungen rund 200 Personen im Mai und Juni 1700 in die Gegend von Brackenheim weitergezogen. Die Kolonisten von Nordhausen fanden hier verhältnismäßig gute Bedingungen vor, reichten doch zuvor in Waldensberg die Umstände nicht aus, vor allem die Wasserversorgung der Kolonisten zu sichern. Die Flüchtlinge siedelten sich mit Erlaubnis des Herzogs Eberhard Ludwig von Württemberg in einem von den Nachbargemeinden Nordheim und Hausen an der Zaber (heute Stadtteil Brackenheims) abgetretenen Landstrich an. Dieses Gebiet war durch die Verwüstungen des Dreißigjährigen Krieges und der französischen Überfälle zum Teil öde, überwachsen und sumpfig, doch der Boden war gut. Die Gründung des Ortes wurde im Juni 1700 vollzogen. Die Kolonie hatte lange keinen Namen, da sich die aus verschiedenen Orten im Chisone-Tal stammenden Siedler nicht auf einen gemeinsamen, an die Heimat erinnernden Ortsnamen einigen konnten. Der Name Nordhausen wurde 1704 als Ortsname per Erlass festgelegt, der Name ist vermutlich ein Kunstwort aus den Namen der Muttergemeinden Nordheim und Hausen. Die Waldenser erhielten von Herzog Eberhard Ludwig das Recht, in ihrer Sprache reformierten Gottesdienst zu feiern, ihre Pfarrer und Schulmeister selbst zu wählen und unter der Aufsicht einer besonderen Deputation ihre Kirchenangelegenheiten auf ihren Synoden selbst zu verwalten. Der württembergische Herzog war bestrebt, es den Flüchtlingen so angenehm als möglich zu machen. Sie waren von jeglicher Leibeigenschaft befreit und mussten in den ersten 15 Jahren keinerlei Steuern bezahlen, die Steuerlast musste in dieser Zeit von den Bürgern der Muttergemeinden weiter getragen werden. Bis 1823 war die Amts-, Schul- und Kirchensprache in Nordhausen Französisch.
Nordhausen gilt als jüngste Siedlungs-Neugründung des Landkreises Heilbronn. 1939 wurden 309 Einwohner gezählt, Ende 1945 waren es 334. Am 1. Januar 1975 wurde der Ort nach Nordheim eingemeindet. Nordhausen hat den Charakter eines Straßendorfs, was auf die Tatsache zurückgeht, dass Nordhausen eine geplante Siedlung ist. Die Hauptstraße ist von kleinbäuerlichen Anwesen des 18. und 19. Jahrhunderts geprägt. Die Häuser jenseits der Durchgangsstraße sind jüngeren Datums und zeugen von den großen Ortserweiterungen nach dem Zweiten Weltkrieg. Des Weiteren kamen nach dem Krieg viele Flüchtlinge und Vertriebene auch nach Nordhausen. Vor allem Familien aus Fachria, einem Dorf in Rumänien, siedelten sich hier an und wohnten und wohnen heute noch großteils in der gleichnamigen Straße am Ostende des Dorfes.
Aus dem historischen Baubestand ragen die Waldenserkirche und das Alte Rathaus heraus. Die 1821 erneuerte Waldenserkirche war die Kirche der in Nordhausen ab 1700 aufgenommenen Waldenser, die dort den Gottesdienst in französischer Sprache feierten, bis sie sich 1823 der evangelischen Landeskirche anschlossen. Die Kirche weist die für die Waldenser typische Anordnung der Kanzel in der Mitte des Kirchenschiffs auf. Seit 2002 erinnert das von Hermann Koziol gestaltete Waldenserzeichen an die Ortsgründung im Jahre 1700.

## Wappen
Das Wappen von Nordhausen zeigt eine Pflugsäge und zwei Sterne in gelber Farbe auf blauem Grund. Die Pflugsäge erinnert an die Urbarmachung des öden Landstriches bei der Gründung der Siedlung im Jahre 1700. Die beiden Sterne symbolisieren die Muttergemeinden Nordheim und Hausen an der Zaber. Die Farbgebung ist an das Wappen der Waldenser angelehnt.

## Sehenswürdigkeiten
- Die Waldenserkirche in der Ortsmitte wurde 1821 geweiht und ersetzt einen Vorgängerbau aus dem Jahre 1721. Sehenswert ist der schlichte Innenraum mit der dominierenden Kanzel, die in reformierter Tradition die Predigt als zentraler Bestandteil des Gottesdienstes symbolisiert. Im Juni feiert die Kirchengemeinde den Waldensersonntag, der an die Ortsgründung erinnert. Zu diesem Anlass ist auch die große französischsprachige Altarbibel zu sehen. Das 1921 eingeweihte Kriegerdenkmal bei der Waldenserkirche schuf Albert Volk aus Weinsberg, es wurde 1955 um die Namen der örtlichen Gefallenen des Zweiten Weltkriegs ergänzt.[4]
- Rat-, Pfarr- und Schulhaus von 1836
- Auf dem Kelterplatz erinnert seit 2002 die Skulptur Waldenserzeichen von Hermann Koziol an die Ortsgründung.
- Das Dorfmuseum Nordhausen dokumentiert die Geschichte Nordhausens und der Waldenserbewegung.[5]

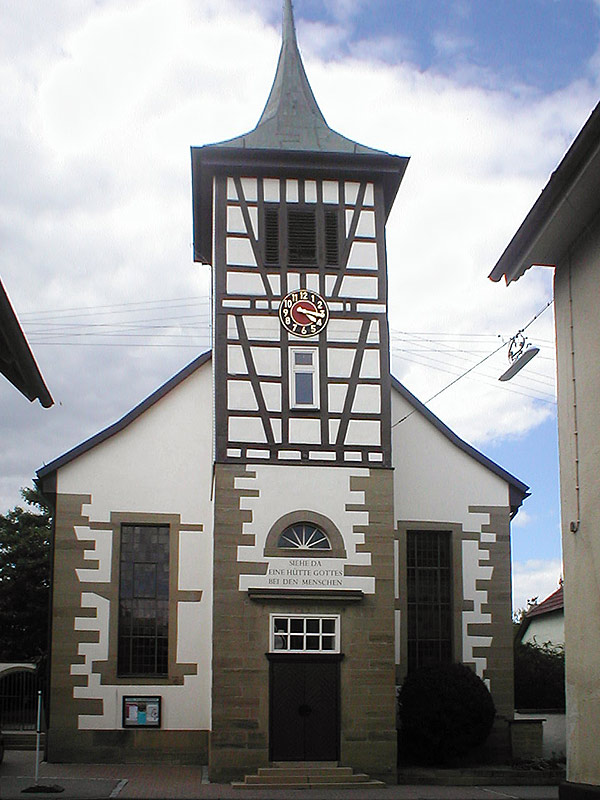
Waldenserkirche in Nordhausen
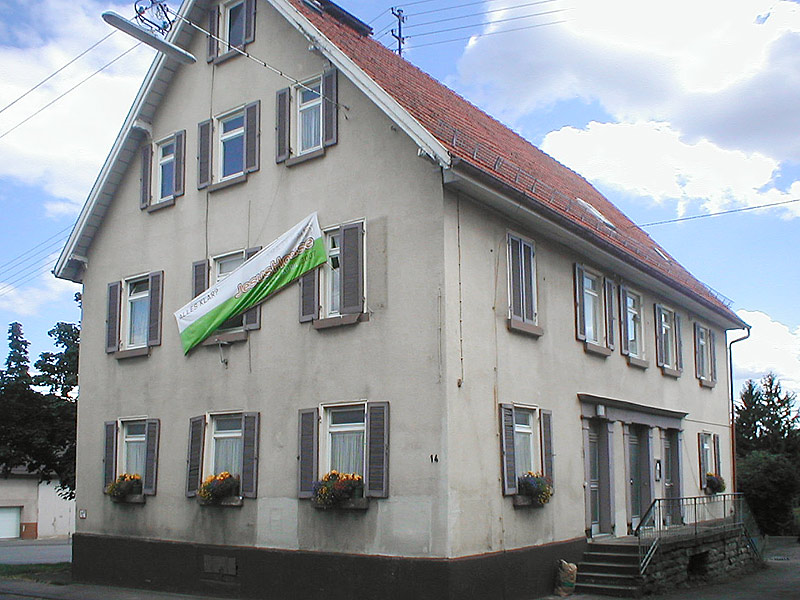
Rat-, Pfarr- und Schulhaus Nordhausen

## Politik
Seit seiner Gründung selbstständige Gemeinde, wurde Nordhausen im Jahre 1975 im Zuge der Gemeindereform in die Gemeinde Nordheim eingegliedert. Letzter Bürgermeister der Gemeinde Nordhausen war Willy Weidenmann. Seit der Eingemeindung gab es in der Ortschaft Nordhausen von 1975 bis zu seiner Selbstauflösung 2009 einen Ortschaftsrat und einen ehrenamtlichen Ortsvorsteher. Letzte Ortsvorsteherin war Gisela Fischer.

### Bildung
In Nordhausen gibt es eine eigene einzügige Grundschule mit etwa 70 Schülern. Außerdem gibt es den kommunalen Kindergarten Rappelkiste sowie den Naturkindergarten Wurzelzwerge. Der Naturkindergarten wurde bis 2020 von einem privaten Trägerverein betrieben. Seitdem liegt die Trägerschaft bei der Gemeinde Nordheim.

### Religionen
In Nordhausen gibt es eine eigene evangelische Kirchengemeinde. Diese war ursprünglich eine Waldensergemeinde, die im Jahre 1823 in die Württembergische Landeskirche gegen den Widerstand der Nordhäuser eingegliedert wurde. Pfarrer der Kirchengemeinde ist seit 2004 Hans Georg Schmid.

### Freundschaftliche Beziehungen
Nordhausen unterhält inoffizielle freundschaftliche Beziehungen zu den Dörfern Nordhausen (AA) in Deutschland (seit den 1960er Jahren) und Usseaux in Italien (seit den 1970er Jahren).

## Söhne und Töchter des Ortes
- Jean Henri Perrot (1798–1853), letzter Schulmeister der Waldenser in Württemberg